# Im Hag (Patrizierfamilie)

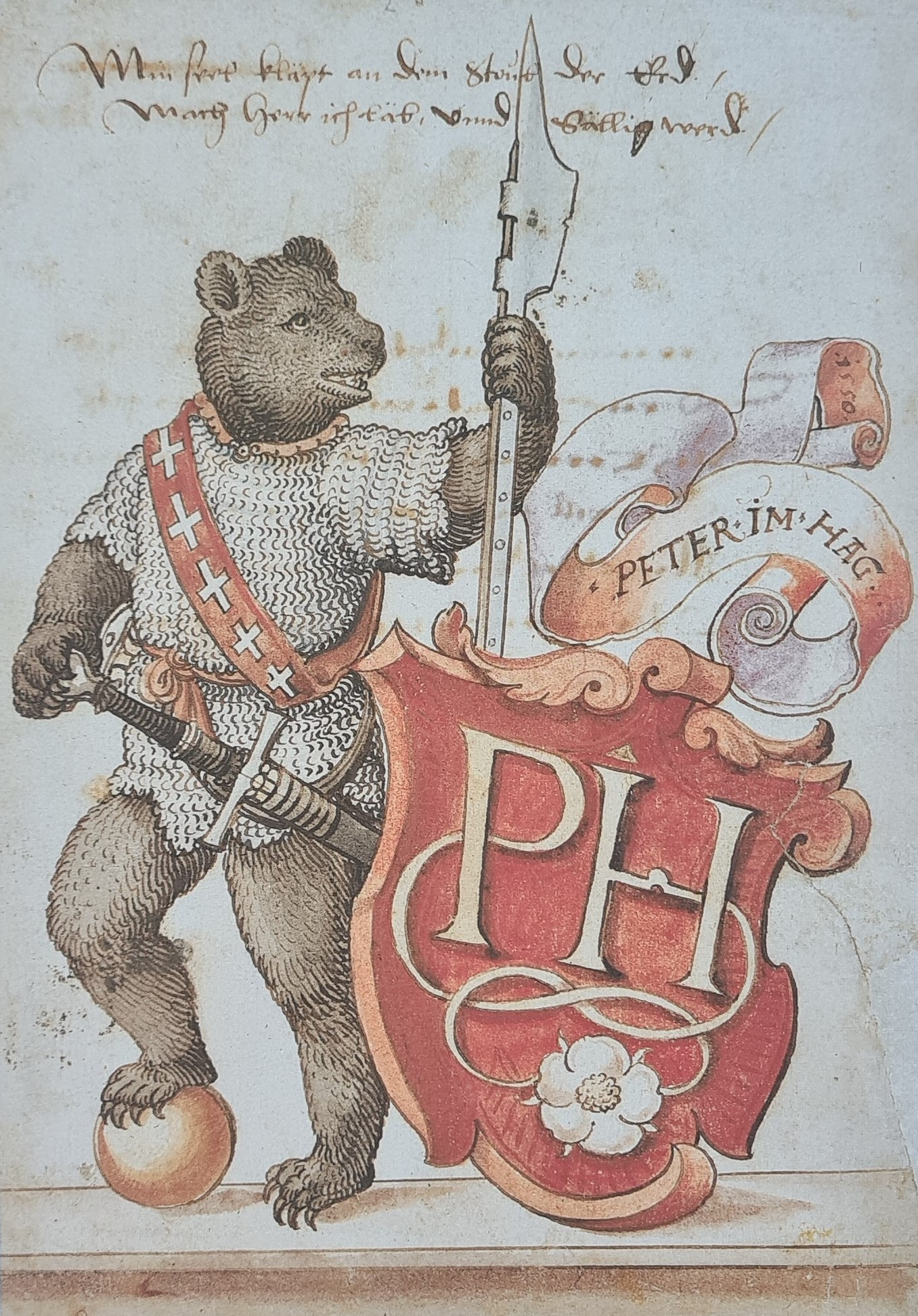
Scheibenriss für Peter Im Hag (IV.) († 1577), ausgeführt in der Kirche Vinelz, von Jacob Kallenberg (1550)

Die Familie Im Hag (Im Haag, Imhag) war eine Berner Patrizierfamilie, die spätestens 1432 das Burgerrecht der Stadt Bern besass, den Gesellschaften zu Metzgern, Niedergerbern und Ober-Gerwern angehörte und 1671 im Mannsstamm erlosch. Angehörige der Familie bekleideten dreimal das Amt eines Venners.

## Personen
- Peter Im Hag (I.), Mitglied des Grossen Rats und des Kleinen Rats
- Peter Im Hag (II.) († 1497), Mitglied des Grossen Rats, Landvogt zu Aarberg
- Gilgian Im Hag (I.) († 1513), Schultheiss zu Unterseen, Landvogt zu Bipp, Mitglied des Kleinen Rats
- Peter Im Hag (III.) († 1564)[1], Mitglied des Kleinen Rats, Landvogt zu Bipp, Venner
- Johannes Im Hag († 1585)[2], Obervogt zu Schenkenberg, Landvogt zu Landshut, Mitglied des Kleinen Rats, Landvogt zu Erlach, Venner, Zeugherr
- Peter Im Hag (IV.) († 1577), Landvogt zu Erlach
- Gilgian Im Hag (II.) († 1629), Landvogt zu Landshut, Grossweibel, Landvogt zu Schwarzenburg, Mitglied des Kleinen Rats, Landvogt zu Wangen an der Aare
- Sebastian Im Hag, Landvogt zu Landshut, Landvogt zu Trachselwald, Mitglied des Kleinen Rats, Venner
- David Im Hag († 1645), Landvogt zu Erlach
- Daniel Im Hag († 1663), Schultheiss zu Büren

## Wappen
| Wappen von Im Hag | Blasonierung: „Eine silberne Rosenblüte auf rotem Grund.“ |
| Wappen von Im Hag | Wappenbegründung: Einzelne Familienmitglieder führten eine silberne Rose auf rotem Grund mit jeweils beigegebenen beruflichen Attributen wie Metzgerbeil (Gilgian Im Hag (II.)), Gerbermesser, drei silberne Schilder (Sebastian Im Hag) oder Initialen (Peter Im Hag (IV.)). |